# Юркове (Березівський район)
Юрко́ве — село Березівської міської громади у Березівському районі Одеської області в Україні. Населення становить 163 осіб.

## Населення
Згідно з переписом 1989 року населення села становило 188 осіб, з яких 79 чоловіків та 109 жінок.
За переписом населення 2001 року в селі мешкали 163 особи.

### Мова
Розподіл населення за рідною мовою за даними перепису 2001 року:
| Мова       | Чисельність | Відсоток |
| ---------- | ----------- | -------- |
| українська | 157         | 96,32%   |
| російська  | 4           | 2,46%    |
| румунська  | 1           | 0,61%    |
| гагаузька  | 1           | 0,61%    |
| Усього     | 163         | 100%     |